# Banū Aws
I Banū Aws (in arabo بنو أوس‎?) erano una tribù araba originaria del meridione della Penisola araba, ossia dello Yemen. Pretendevano quindi in età islamica di discendere dal biblico Qaḥṭān (Yochtan).

La loro fama era dovuta principalmente al ruolo che i suoi membri svolsero, in appoggio al Profeta Maometto, durante il periodo medinese.
Nell'epoca preislamica, durante la loro migrazione verso Medina si erano separati dai Ghassanidi e, insieme ai Banu Khazraj, si erano stabiliti a Yathrib, dove per un po' di tempo vissero sotto la protezione delle tribù ebraiche locali, venendo collettivamente chiamati Banū Qayla (in arabo بنو قيلة‎?). Ben presto la loro potenza aumentò al punto da consentir loro di sottomettere gli stessi ebrei dell'oasi higiazena.
Successivamente, il rapporto tra i Banu Aws e i Banu Khazraj divenne ostile e iniziarono i primi scontri che sfociarono, nel 617, nella battaglia di Buʿāth, in cui i B. Aws, con l'appoggio delle tribù ebraiche dei Banu Qurayza, si schierarono contro i B. Khazraj, sostenuti a loro volta dalle tribù ebraiche dei Banu Qaynuqa e dei Banu Nadir.

Infine venne chiamato Maometto per fare da mediatore nel conflitto tra le due tribù.
Gli attriti fra i B. Aws e i B. Khazraj scemarono con l'arrivo dei compagni di Muḥammad che alterarono il tradizionale assetto sociopolitico dell'oasi con la loro attività di proselitismo.
I Banū Aws parteciparono con le altre tribù arabe e con gli eserciti del Profeta alle conquiste musulmana e il loro nome fu cambiato in età islamica in B. Aws Allāh (lett. "dono di Allāh", in arabo بنو أوس الله‎?).